# تلمبة مهدي أباد سامانجرد (مشيز بردسير)
تلمبة مهدي أباد سامانجرد (بالفارسية: تلمبه مهدی‌آباد سامانجرد) هي قرية تقع في إيران في البلدة المركزية.